# 매니저 (프로레슬링)
프로레슬링에서 매니저(manager)란 일반적인 프로스포츠와 엔터테이먼트의 매니저 역할에서 해당선수의 경기에서 승리를 도와주는 일이 추가된다. 예를 들면 쟈니 나이트로, 조이 머큐리, 멜리나 페레즈의 MNM인 경우 매니저인 멜리나는 선수들이 위험에 처해 있을 때 일시적인 방어막 역할을 하면서 동시에 그들이 경기를 가질 때 상대선수를 방해하거나 핀 폴을 할 때 손이나 다리를 잡아주면서 핀을 더욱 견고하게 하여 레슬러의 승리를 도와준다.